# Collegio di Angus
Angus è stato un collegio elettorale scozzese della Camera dei comuni del Parlamento del Regno Unito. Eleggeva un membro del Parlamento con il sistema maggioritario a turno unico. Il collegio è stato abolito con la revisione del 2024, ed è stato sostituito dal nuovo Angus and Perthshire Glens, che assorbe gran parte di Angus.

## Confini
- 1997-2005: le divisioni elettorali del Distretto di Angus di Arbroath Central, Arbroath East, Arbroath North e Central Angus, Carnoustie East e Arbroath West, Carnoustie West, Montrose North e Montrose South e le divisioni elettorali della Città di Dundee di Monifieth e Sidlaw.
- 2005-2024: i ward del Consiglio dell'Angus di Arbirlot and Hospitalfield, Arbroath North, Brechin North Esk, Brechin South Esk, Brechin West, Brothock, Cliffburn, Forfar Central, Forfar East, Forfar South, Forfar West, Harbour, Hayshead and Lunan, Keptie, Kirriemuir East, Kirriemuir West, Letham and Friockheim, Montrose Central, Montrose Ferryden, Montrose Hillside, Montrose West e Westfield and Dean.

Il collegio copriva l'area del Consiglio dell'Angus, meno un'area intorno alla città di Dundee, che era divisa tra Dundee East e Dundee West.
Le principali città del collegio erano Arbroath, Brechin, Forfar, Kirriemuir e Montrose.

## Membri del Parlamento
| Elezione | Elezione  | Deputato                                                    | Partito                                                     |
| -------- | --------- | ----------------------------------------------------------- | ----------------------------------------------------------- |
|          | 1997      | Andrew Welsh                                                | SNP                                                         |
| 2001     | Mike Weir |                                                             | SNP                                                         |
|          | 2017      | Kirstene Hair                                               | Conservatore                                                |
|          | 2019      | Dave Doogan                                                 | SNP                                                         |
|          | 2024      | Collegio abolito e sostituito da Angus and Perthshire Glens | Collegio abolito e sostituito da Angus and Perthshire Glens |

## Risultati elettorali

### Elezioni negli anni 2010
| Partito                    | Partito                                     | Candidato                  | Risultati 12 dicembre 2019 | Risultati 12 dicembre 2019 |
| Partito                    | Partito                                     | Candidato                  | Voti                       | %                          |
| -------------------------- | ------------------------------------------- | -------------------------- | -------------------------- | -------------------------- |
|                            | SNP                                         | Dave Doogan                | 21 216                     | 49,15                      |
|                            | Conservatore                                | Kirstene Hair              | 17 421                     | 40,35                      |
|                            | Lib Dem                                     | Ben Lawrie                 | 2 482                      | 5,75                       |
|                            | Laburista                                   | Monique Miller             | 2 051                      | 4,75                       |
|                            |                                             |                            |                            |                            |
| Iscritti                   | Iscritti                                    | Iscritti                   | 63 952                     | 100,00                     |
| ↳ Votanti (% su iscritti)  | ↳ Votanti (% su iscritti)                   | ↳ Votanti (% su iscritti)  | 43 170                     | 67,50                      |
| ↳ Astenuti (% su iscritti) | ↳ Astenuti (% su iscritti)                  | ↳ Astenuti (% su iscritti) | 20 782                     | 32,50                      |
|                            |                                             |                            |                            |                            |
|                            | Esito: collegio passa da Conservatore a SNP |                            |                            |                            |

| Partito                    | Partito                                     | Candidato                  | Risultati 8 giugno 2017 | Risultati 8 giugno 2017 |
| Partito                    | Partito                                     | Candidato                  | Voti                    | %                       |
| -------------------------- | ------------------------------------------- | -------------------------- | ----------------------- | ----------------------- |
|                            | Conservatore                                | Kirstene Hair              | 18 148                  | 45,15                   |
|                            | SNP                                         | Mike Weir                  | 15 503                  | 38,57                   |
|                            | Laburista                                   | William Campbell           | 5 233                   | 13,02                   |
|                            | Lib Dem                                     | Clive Sneddon              | 1 308                   | 3,25                    |
|                            |                                             |                            |                         |                         |
| Iscritti                   | Iscritti                                    | Iscritti                   | 63 796                  | 100,00                  |
| ↳ Votanti (% su iscritti)  | ↳ Votanti (% su iscritti)                   | ↳ Votanti (% su iscritti)  | 40 192                  | 63,00                   |
| ↳ Astenuti (% su iscritti) | ↳ Astenuti (% su iscritti)                  | ↳ Astenuti (% su iscritti) | 23 604                  | 37,00                   |
|                            |                                             |                            |                         |                         |
|                            | Esito: collegio passa da SNP a Conservatore |                            |                         |                         |

| Partito                    | Partito                          | Candidato                  | Risultati 7 maggio 2015 | Risultati 7 maggio 2015 |
| Partito                    | Partito                          | Candidato                  | Voti                    | %                       |
| -------------------------- | -------------------------------- | -------------------------- | ----------------------- | ----------------------- |
|                            | SNP                              | Mike Weir                  | 24 130                  | 54,24                   |
|                            | Conservatore                     | Derek Wann                 | 12 900                  | 29,00                   |
|                            | Laburista                        | Gerard McMahon             | 3 919                   | 8,81                    |
|                            | UKIP                             | Calum Walker               | 1 355                   | 3,05                    |
|                            | Lib Dem                          | Sanjay Samani              | 1 216                   | 2,73                    |
|                            | Verdi                            | David Mumford              | 965                     | 2,17                    |
|                            |                                  |                            |                         |                         |
| Iscritti                   | Iscritti                         | Iscritti                   | 65 806                  | 100,00                  |
| ↳ Votanti (% su iscritti)  | ↳ Votanti (% su iscritti)        | ↳ Votanti (% su iscritti)  | 44 485                  | 67,60                   |
| ↳ Astenuti (% su iscritti) | ↳ Astenuti (% su iscritti)       | ↳ Astenuti (% su iscritti) | 21 321                  | 32,40                   |
|                            |                                  |                            |                         |                         |
|                            | Esito: collegio confermato a SNP |                            |                         |                         |

| Partito                    | Partito                          | Candidato                  | Risultati 6 maggio 2010 | Risultati 6 maggio 2010 |
| Partito                    | Partito                          | Candidato                  | Voti                    | %                       |
| -------------------------- | -------------------------------- | -------------------------- | ----------------------- | ----------------------- |
|                            | SNP                              | Mike Weir                  | 15 020                  | 39,57                   |
|                            | Conservatore                     | Alberto Costa              | 11 738                  | 30,92                   |
|                            | Laburista                        | Kevin Hutchens             | 6 535                   | 17,22                   |
|                            | Lib Dem                          | Sanjay Samani              | 4 090                   | 10,77                   |
|                            | UKIP                             | Martin Gray                | 577                     | 1,52                    |
|                            |                                  |                            |                         |                         |
| Iscritti                   | Iscritti                         | Iscritti                   | 62 847                  | 100,00                  |
| ↳ Votanti (% su iscritti)  | ↳ Votanti (% su iscritti)        | ↳ Votanti (% su iscritti)  | 37 960                  | 60,40                   |
| ↳ Astenuti (% su iscritti) | ↳ Astenuti (% su iscritti)       | ↳ Astenuti (% su iscritti) | 24 887                  | 39,60                   |
|                            |                                  |                            |                         |                         |
|                            | Esito: collegio confermato a SNP |                            |                         |                         |

### Elezioni negli anni 2000
| Partito                    | Partito                          | Candidato                  | Risultati 5 maggio 2005 | Risultati 5 maggio 2005 |
| Partito                    | Partito                          | Candidato                  | Voti                    | %                       |
| -------------------------- | -------------------------------- | -------------------------- | ----------------------- | ----------------------- |
|                            | SNP                              | Mike Weir                  | 12 840                  | 33,66                   |
|                            | Conservatore                     | Sandy Bushby               | 11 239                  | 29,46                   |
|                            | Laburista                        | Douglas Bradley            | 6 850                   | 17,96                   |
|                            | Lib Dem                          | Scott Rennie               | 6 660                   | 17,46                   |
|                            | Socialista                       | Alan Manley                | 556                     | 1,46                    |
|                            |                                  |                            |                         |                         |
| Iscritti                   | Iscritti                         | Iscritti                   | 63 049                  | 100,00                  |
| ↳ Votanti (% su iscritti)  | ↳ Votanti (% su iscritti)        | ↳ Votanti (% su iscritti)  | 38 145                  | 60,50                   |
| ↳ Astenuti (% su iscritti) | ↳ Astenuti (% su iscritti)       | ↳ Astenuti (% su iscritti) | 24 904                  | 39,50                   |
|                            |                                  |                            |                         |                         |
|                            | Esito: collegio confermato a SNP |                            |                         |                         |

| Partito                    | Partito                          | Candidato                  | Risultati 7 giugno 2001 | Risultati 7 giugno 2001 |
| Partito                    | Partito                          | Candidato                  | Voti                    | %                       |
| -------------------------- | -------------------------------- | -------------------------- | ----------------------- | ----------------------- |
|                            | SNP                              | Mike Weir                  | 12 347                  | 35,26                   |
|                            | Conservatore                     | Marcus Booth               | 8 736                   | 24,95                   |
|                            | Laburista                        | Ian McFatridge             | 8 183                   | 23,37                   |
|                            | Lib Dem                          | Peter Nield                | 5 015                   | 14,32                   |
|                            | Socialista                       | Bruce Wallace              | 732                     | 2,09                    |
|                            |                                  |                            |                         |                         |
| Iscritti                   | Iscritti                         | Iscritti                   | 59 043                  | 100,00                  |
| ↳ Votanti (% su iscritti)  | ↳ Votanti (% su iscritti)        | ↳ Votanti (% su iscritti)  | 35 013                  | 59,30                   |
| ↳ Astenuti (% su iscritti) | ↳ Astenuti (% su iscritti)       | ↳ Astenuti (% su iscritti) | 24 030                  | 40,70                   |
|                            |                                  |                            |                         |                         |
|                            | Esito: collegio confermato a SNP |                            |                         |                         |

## Risultati dei referendum
|        | Collegio    | Lasciare UE % | Rimanere in UE % |
| ------ | ----------- | ------------- | ---------------- |
|        | Angus       | 48,1          | 51,9%            |
| Scozia | 38,0%       | 62,0%         |                  |
|        | Regno Unito | 51,9%         | 48,1%            |